# Amaro Huelva Betanzos
Amaro Huelva Betanzos, né le 18 juillet 1973, est un homme politique espagnol membre du Parti socialiste ouvrier espagnol (PSOE).

## Biographie

### Vie privée
Il est marié et père de deux filles.

### Activités politiques
Il a été conseiller municipal de Rociana del Condado de 1995 à 2015 et maire de la ville de 1998 à 2003 et de 2007 à 2014.
Le 20 décembre 2015, il est élu sénateur pour Huelva au Sénat et réélu en 2016.